# Ymelda Moreno
Ymelda Moreno de Arteaga (Madrid, 26 de marzo de 1933) es una periodista, gastrónoma y escritora española.

## Trayectoria
Ymelda Moreno de Arteaga forma parte de una saga familiar de reconocidos gastrónomos. En casa de su abuelo, el exministro Francisco Moreno y Zuleta cocinaba Teodoro Bardají, destacado cocinero y precursor de la cocina moderna española.
Su padre fue Francisco Moreno y Herrera, séptimo conde de los Andes, fundador de la Academia Española de Gastronomía y, entre otras ocupaciones, crítico gastronómico del diario ABC bajo el seudónimo de Savarin, en homenaje al célebre gastrónomo francés, Brillat Savarin. Su hija Ymelda fue su "misteriosa acompañante" durante muchos años.
Se casó con Alfonso de la Cierva y Osorio de Moscoso, XV marqués de Poza. Enviudó en 1968, y decidió estudiar periodismo, convirtiéndose en licenciada en la primera promoción de Ciencias de la Información. Tomó el testigo de la columna del ABC que escribía su padre, y comenzó su labor periodística como crítica gastronómica bajo el seudónimo de Zenón, que continuó unos años más en el diario Ya. 
Escribió varios libros como La cocina moderna en Andalucía y Saberes y sabores de ayer y de hoy, compilación inédita de recetas de cocineros españoles más internacionales, entre ellos Andoni Luis Aduriz, Sacha Hormaechea, Ferran Adriá, Quique Dacosta, Pedro Subijana, Joan Roca, Francis Paniego. 
Fue presidenta de la Cofradía de la Buena Mesa (embrión de la actual Real Academia de Gastronomía) durante 30 años. Coordinadora de la Guía Repsol desde su fundación. Trabajó para Telefónica elaborando una guía para ejecutivos que la llevó a viajar por las capitales iberoamericanas durante cinco años. Ejerce como académica de número de la Real Academia.
En 2021 recibe el Premio a Toda una Vida por parte de la Real Academia de Gastronomía, compartido con Rafael Ansón.  
Reparte su tiempo entre Madrid y Sanlúcar de Barrameda, y sigue en activo. 

## Premios
- Premio Nacional de Gastronomía
- Guisandera de Oro[10]
- Premio Nacional de Gastronomía a Toda Una Vida por la Real Academia de Gastronomía[11]

## Publicaciones
- La cocina moderna en Andalucía (1991)[6]
- Saberes y sabores de ayer y de hoy (2007)[7]